# 绿色椅子
《绿色椅子》（韓語：녹색의자）是2005年在韩国上映的爱情片，入圍2005年日舞影展「世界劇情片」競賽單元。

## 剧情
文姬离过婚，已经32岁，她和未成年少年玄发生性关系，导致被判刑。
文姬出狱的那天，玄去接她，她才知道原来玄一直深爱自己。两人开始了同居生活，除了吃喝就是做爱。
不多久，两人吵架，文姬去了朋友贞娜家，诉说自己的遭遇，过了一段时间，又回到了玄家。
玄20的生日那天，文姬打算送给他一份礼物，玄邀请了家中亲朋前来聚餐，在餐桌上介绍了自己的女友，文姬凭着自己出色的表現，获得了玄家人的欢心，两人结为夫妻。

## 演员
| 演员   | 角色 | 备注               |
| 徐情   | 文姬 | 32岁女人，离过婚。 |
| 沈志浩 | 玄   | 20岁男子。         |
| 吴允香 | 贞娜 | 文姬的好友。       |

## 上映
电影展示了备受社会舆论关注的忘年姐弟恋、與未成年者發生性愛關係觸法行為。
电影展示真爱必须有2个条件，一个是男女双方互相尊重、呵护和在乎，一个是满足的性生活和性需求。

## 備註
1. ↑  臺灣OTT服务平台（英語：Over-the-top media services）如friDay影音、MyVideo、LiTV立視線上影視、HamiVideo等翻譯片名為情慾愛。影片00:02:46時，女主角刑滿釋放文件記載為金文姬，中文字幕翻譯為金雯妮，影片00:02:59時，男主角譯名為徐玄。